# Jorge Polar Vargas
Jorge Polar Vargas (Arequipa, Perú, 21 de abril de 1856 – ib. 6 de junio de 1932) fue un abogado, escritor, poeta y político peruano. Dejó huella en la docencia universitaria, el periodismo cultural, la política nacional y la administración de justicia.

## Su trayectoria académica
Hijo de Juan Manuel Polar y Carazas (magistrado y político) y de María Manuela Vargas Maldonado. Empezó sus estudios escolares en el Instituto Nacional de Santiago de Chile, y ya de vuelta en su ciudad natal, los prosiguió en el Colegio Nacional de la Independencia Americana y en el Colegio San Francisco. Luego ingresó a la Universidad de San Agustín y con solo 18 años obtuvo el grado de doctor en Jurisprudencia, en 1874. Luego se recibió de abogado. Más tarde viajó a Lima y en la Universidad Nacional Mayor de San Marcos se graduó de Doctor en Historia, Filosofía y Letras (1899).
De regreso a Arequipa, ejerció la docencia en los colegios San Francisco e Independencia Americana, dictando el curso de Historia del Perú. Simultáneamente fue nombrado catedrático de la Facultad de Letras de la Universidad San Agustín de Arequipa, enseñando Literatura Antigua, Historia del Perú, Filosofía Moderna y Contemporánea, e Historia del Arte y Estética.
En 1896 fue nombrado rector de la Universidad San Agustín de Arequipa e inició una transformación radical de la misma, sacándola del conservadurismo en la que se hallaba sumida y dando paso a lo que en la época se llamaba pensamiento liberal. Al respecto Francisco Mostajo escribió:

«En aquellos tiempos que denominaríamos, sin hipérbole, edad de piedra de nuestra Universidad, existía un absolutismo obscurantista, como si la torva Inquisición... hubiese tapiado... puertas, ventanas y claraboyas para cerrar el paso a la luz y al aire... Jorge Polar... vino a destapiar puertas, ventanas y claraboyas para que la luz y el aire entraran a torrentes... de libertad».

Fue reelegido como rector en los años de 1900, 1904, 1916 y 1920.
También fue elegido como Decano del Colegio de Abogados, y en dicha institución, también realizó loable labor.
También merece mención el trabajo que hizo al frente de la Biblioteca Municipal, y de la Biblioteca de la Universidad, a la que prácticamente formó, y a la que donó no pocos ejemplares de su propiedad.

## Su trayectoria periodística y literaria
Incursionó en la escritura y el periodismo desde muy joven. En 1881 fue redactor de la publicación denominada El Eco del Misti. En 1886 trabajó como redactor de La Revista del Sur. Más tarde escribió en la revista Cosmos, dando cuenta de los últimos adelantos científicos, así como de las nuevas corrientes filosóficas.
Sus poemas los publicó en las revistas La Aurora y en El Hogar. Dirigió el suplemento literario de La Revista del Sur, que salió con el nombre de «La Acacia».

## Su trayectoria política
En 1895 fue elegido diputado por la provincia de Caylloma, cargo en el que se mantuvo hasta 1906. Formó parte del denominado Círculo de Independientes que se opuso a la mayoría parlamentaria demócrata o pierolista.
Al inaugurarse el primer gobierno de José Pardo y Barreda fue nombrado Ministro de Justicia, Instrucción, Culto y Beneficencia, que ejerció de 24 de septiembre de 1904 a 19 de noviembre de 1906. A él se debió la Ley de Enseñanza de 1905 que amplió la educación primaria y normal (formación de docentes), la ampliación del presupuesto de forma significativa y la fundación de la Escuela Normal de Varones, en el marco de la radical reforma en el sector educativo emprendida por el gobierno de Pardo. Además fundó el Museo Nacional y el Instituto Histórico.
En lo referente a la administración de justicia, nombró comisiones para reformar el Código Penal y la Legislación Procesal. Mandó a construir las cárceles de Arequipa y Lima; reorganizó los talleres de la Penitenciaría y de la Correccional de Mujeres. Además implantó la estadística judiciaria y dispuso la publicación de los «Anales Judiciales».
En 1907 pasó a ser vocal de la Corte Superior de Lima, ejerciendo la magistratura hasta 1916, cuando reasumió el rectorado de la Universidad de San Agustín. En 1919 fue designado como Ministro Plenipotenciario del Perú en Cuba.

## Obras
- Biografía de don Juan Manuel Polar (1886)
- Estudios literarios (1886), ensayos.
- Algo en prosa (1887), ensayo.
- Poesías (1887)
- Lucía y Carta a Julia (1887), poesía.
- Blanca (1888), novela.
- Arequipa (1891, 1892, 1958), su obra más celebrada, es un estudio sociológico sobre su ciudad natal.
- Filosofía Ligera (1895)
- Estrofas de un Poema (1896), poesía.
- Estética (1903)
- En la Universidad (1904)
- Confesión de un Catedrático (1925)
- Nuestro Melgar (1928), ensayo.
- Introducción al Estudio de la Filosofía Moderna (1928)